# Bert Grabsch
Bert Grabsch (* 19. Juni 1975 in Lutherstadt Wittenberg, DDR) ist ein ehemaliger deutscher Radrennfahrer.

## Werdegang
Bert Grabsch wuchs in Seegrehna bei Lutherstadt Wittenberg auf. Zunächst spielte er Fußball und wurde dann von seinem älteren Bruder Ralf, zwischenzeitlich ebenfalls Radprofi, zum Radsport gelockt. 1986 begann er bei der „BSG Chemie Piesteritz“ mit dem Radsporttraining. 1989 wechselte er zum SC DHfK Leipzig.
Im Jahr 1997 wurde er Profisportler beim Radsportteam Agro-Adler Brandenburg. 1999 wechselte er zum Team Cologne, und 2001 zu Phonak Hearing Systems. In den Jahren 2007 bis 2011 fuhr er für das deutsche Team T-Mobile, bzw. dessen US-amerikanisches Nachfolgeteam Highroad. Nach dessen Auflösung wechselte Grabsch zur Saison 2012 ins belgische Team Omega Pharma-Quickstep.
Bei den Straßen-Weltmeisterschaften 2008 im italienischen Varese verbuchte Grabsch den bis dato größten Erfolg seiner Karriere, als er überlegen mit über 40 Sekunden Vorsprung auf den Zweiten Weltmeister im Einzelzeitfahren wurde. In den Jahren 2007 bis 2009 und 2011 wurde er jeweils Deutscher Zeitfahrmeister. Bei den Olympischen Sommerspielen in London 2012 wurde er Achter im Zeitfahren.
Nach Ende der Saison 2013 beendete Bert Grabsch seine Profi-Karriere.
An seinem neuen Wohnort Brandenburg an der Havel gehört er seit dem 15. Oktober 2017 der Abteilung Radsport des Brandenburger SC Süd 05 an.
Auch sein älterer Bruder Ralf Grabsch war Radrennfahrer und ist jetzt Radsportfunktionär und -trainer.

## Erfolge
2000
Hel van het Mergelland
2002
eine Etappe Burgos-Rundfahrt
2005
Rund um die Hainleite
2007
 Deutscher Meister – Zeitfahren
eine Etappe Vuelta a España
2008
 Deutscher Meister – Zeitfahren
eine Etappe Österreich-Rundfahrt
Gesamtwertung und eine Etappe Sachsen-Tour
 Weltmeister – Einzelzeitfahren
2009
eine Etappe Dauphiné Libéré
 Deutscher Meister – Zeitfahren
2011
 Deutscher Meister – Zeitfahren
eine Etappe Österreich-Rundfahrt

## Platzierung bei den Grand Tours

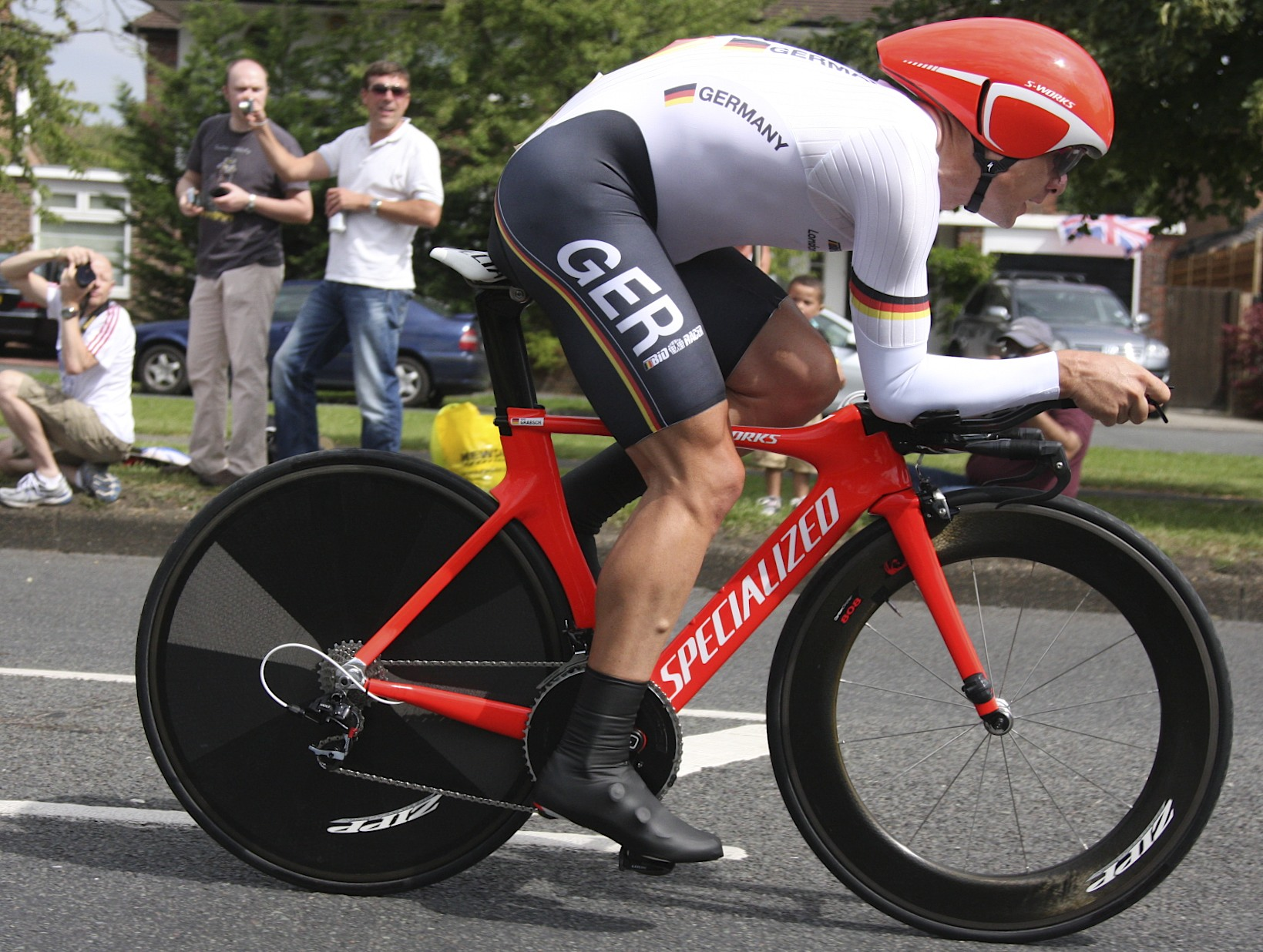
Bert Grabsch im Einzelzeitfahren bei den Olympischen Spielen 2012

| Grand Tour            | 2002 | 2003 | 2004 | 2005 | 2006 | 2007 | 2008 | 2009 | 2010 | 2011 | 2012 | 2013 |
| --------------------- | ---- | ---- | ---- | ---- | ---- | ---- | ---- | ---- | ---- | ---- | ---- | ---- |
| Giro d’ItaliaGiro     | 61   | –    | –    | –    | –    | –    | –    | –    | –    | –    | –    | –    |
| Tour de FranceTour    | –    | –    | 81   | 103  | 107  | 105  | –    | 134  | 169  | –    | 125  | –    |
| Vuelta a EspañaVuelta | –    | –    | 86   | –    | –    | DNF  | –    | DNF  | –    | 136  | –    | –    |

## Persönliches
Bert Grabsch lebte einige Jahre in der Schweiz in verschiedenen Orten im Bezirk Kreuzlingen (Kanton Thurgau), darunter Bottighofen, Tägerwilen, am Bodensee.
Er hatte früher eine kaufmännische Ausbildung absolviert, arbeitete für 2 Jahre in einem Radsportgeschäft und schloss 2017 ein zweijähriges Marketingstudium bei der Swiss Marketing Academy ab. Im Sommer 2017 zog er mit seiner Familie von Tägerwilen nach Brandenburg an der Havel um, wo er ab September in einem Radsportgeschäft arbeitete, das er ab 1. Januar 2018 als Inhaber übernommen hat.
Grabsch ist verheiratet und hat zwei Töchter (* ~2004 und ~2011).